# Kostynci
Kostynci (ukr. Костинці) – wieś na Ukrainie, w obwodzie czerniowieckim, w rejonie czerniowieckim, w hromadzie Storożyniec. W 2001 liczyła 1244 mieszkańców, spośród których 1239 wskazało jako ojczysty język ukraiński, 4 rosyjski, a 1 rumuński.